# Вовки (шляхетський рід)
Вовки (біл. Ваўкі, пол. Wołkowie) — старовинний литовсько-білоруський шляхетський лицарський рід, відомий з кінця XV століття. У XVI — XVII ст. зафіксовані декілька гілок роду, що користувалися гербами Сєкєж (Секира), Вежі, Труби та Костеша, — всі вони виводили своє походження з Полоцького князівства та, імовірно, були споріднені між собою. З середини XVII ст. частина роду перейшла на службу до Війська Запорозького, його представники обіймали старшинські уряди в Гетьманщині.

## Походження
Згідно з родинною легендою, поширеною серед представників московського роду Волкових (нащадків литовського шляхтича Григорія Вовка), родоначальником був литовський князь Вовк (Віт), що мешкав у ХІІІ столітті, та був нащадком полоцьких князів Ізяславичів. Історичність цієї постаті сумнівна. Не виключено, що Вовки були нащадками бояр Полоцького князівства.

## Основні гілки

### Вовки гербу Сєкєж (Секира)

Герб Сєкєж (Секира)

У XVI столітті мешкали в Полоцькому воєводстві.
- Іван Вовк — полоцький боярин, зафіксований у переписі війська Великого князівства Литовського 1528 року[5];
- Федір Васильович Вовк (? — 1593) — ймовірно, виїхав з Полоцька після його взяття московитами. У переписі ВКЛ 1565 року – зем'янин Волковиський, у переписі 1567 – зем'янин Мінського повіту, служив у роті мінського каштеляна Яна Глібовича[5]. 1582 отримав привілей на війтівство у Лоєві. У 1583—1585 виконував доручення берестейського воєводи Гаврила Горностая. У 1587—1593 — війт Києва[6];
- Криштоф (Христофор) Васильович Вовк – брат Федора[7];
- Олександр Васильович Вовк — полковник королівський[7];
- Павло Вовк — королівський комірник, позивався до суду на полоцького воєводу Миколая Дорогостайського (1584).

### Вовки гербу Вежі

Герб Вежі

Максим Федорович Вовк, міщанин київський, син війта Києва Федора Вовка, 1616 року, будучи королівським ротмістром, успішно обороняв від московитів Смоленську фортецю («оборотним фортелем, великим серцем того замку боронив»). За це був зарахований до компуту лицарства польського та ренобілітований королем Сигізмундом ІІІ з наданням гербу Вежі, яким користувалися і його нащадки.
- Костянтин Максимович Вовк (? — до 1648) — військовий писар реєстрового козацького війська (1625, 1627—1630), посол до короля (1627), королівський ротмістр (1632—1634) — керував обороною Чернігова від московитів у 1633, чернігівський земський писар (1634—1635), козацький полковник, командувач Балтійської козацької флотилії (1635—1636). 1636 отримав від М. Калиновського в посесію за 2 000 злотих хутори Піски і Підгірне поблизу Чернігова. 1638 підтвердив шляхетність на вальному сеймі[6];
- Миколай і Мартин Вовки[7] — брати Костянтина (?).

За припущенням В. Кривошеї, до роду Костянтина належав Федір Якович Вовк — крилівський сотник Чигиринського полку (1649), генеральний осавул Війська Запорозького (1658, 1659), крилівський городовий отаман (1660).
- Іван (Ян) Вовк — отримав за ленним правом Собичів і Медведів у Новгород-Сіверському повіті (1620), уступив Собичів Вавринцю Могильницькому (1623)[6];
- Андрій Вовк — вів суперечку за ґрунти Ховми у Чернігівському повіті з Михайлом Ясликовським (1623—1628), отримав королівське підтвердження на володіння Ховмами (1631) та селом Волосківцями (1632) за заслуги під час війни з Московією[9];
- Василь Вовк — отримав привілей на село Кириївку Новгород-Сіверського повіту (1635), продав маєток новгород-сіверському старості Олександру Пісочинському за 3 000 злотих (1637)[9];
- Ян Вовченко — крилівський сотник (1656)[10];
- Лесько Вовченко — крилівський сотник (1658)[10].

До цього ж роду належали Вовки-Карачевські, що мали маєтки в околицях Упите Ошмянського повіту. У 1727 році згадана гілка роду, що мала володіння в Чериковському повіті Мстиславського воєводства. Пізніше представники роду переселилися до Чернігівської губернії, де мали володіння в селі Кувечичі. З цієї родини — український громадсько-культурний діяч ХІХ ст., перекладач Євангелія, журналіст Василь Вовк-Карачевський.

### Вовки гербу Труби

Герб Труби

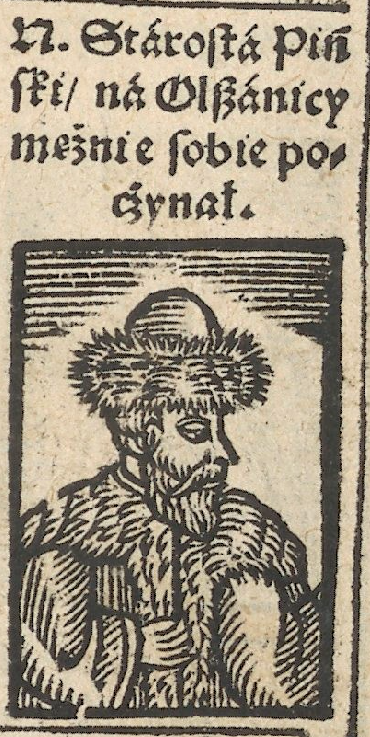
Пінський староста Петро Вовк, мініатюрний портрет з праці Б. Папроцького (1578)

Гілка роду, описана у праці «Гніздо цноти» шляхетського генеалога Б. Папроцького (1578), де Вовки згадані як родичі литовських магнатів Остиків і Радзивілів. На початку XVI ст. мешкали у Пінському князівстві.
- Петро Вовк — пінський староста, відзначився у битві з татарами під Ольшаницею (1527)[13];
- Федір і Миколай Петровичі Вовки — сини Петра[1];
- Григорій Павлович Вовк — «знатний литвин», від'їхав на службу до московського великого князя Василія ІІІ, родоначальник московського дворянського роду Волкових — нащадки отримали вотчини у Ярославському повіті в Замосков'ї[14];
- Матвій (Мацей) Вовк — поручник у війську остерського і чорнобильського урядника Філона Кміти, відзначився у битві з московитами при Чашниках (1567)[7];
- Казимир Вовк — шляхтич Річицького повіту (1674)[8].

Бартош Папроцький у «Гнізді цноти» розмістив віршовану присвяту родинам Остиків і Вовків:
| Оригінал | Дослівний переклад українською |
| --- | --- |
| Zawsze Trąby woiennych spraw sławę znaczyły, Z tądze Bogu Marsowi poświęcone były. Lecz y dziś nie podleysze u nas mieysce maią, Z którego na Pogany straszny głos puszczaią. Znać to z samych Oszczyków, którzy męstwem swoim Mało sie nie rownaią, Marsie, sprawom twoim. A gdy ieszcze y Wołky do tego przyłożę, Y potężny Gerkules przeciw nim nie wzmoże. | Завжди Труби свідчили славу воєнних справ, Отож, були присвячені богу Марсу. Але і сьогодні посідають не останнє у нас місце, З якого страшний голос пускають на поган. Знати те від самих Остиків, які своєю мужністю Замало не дорівнюють тобі, Марсе. А якщо і Вовки до того прикладуться — І потужний Геркулес супроти них не вистоїть. |

### Вовки гербу Костеша

Герб Костеша

У XVI ст. мешкали в Полоцькому воєводстві.
- Миколай Вовк — комірник королівський у Новогрудському воєводстві (1632)[8];
- Адам Вовк — стародубський войський, брав участь у елекційному сеймі короля Яна ІІ Казимира (1648)[8];
- Стефан Вовк — шляхтич з Берестя (1648)[8].

- Леон (Левон) Григорович Вовк — родоначальник Левоновичів-Вовків, отримав маєтки у Річицькому повіті від королеви Бони (1553), підтверджені грамотою короля Сигізмунда ІІ Августа (1562);
- Ждан Левонович Вовк — дворянин королівський, намісник любецький (1549)[15];
- Ясько, Кирило, Тимох (Тиміш), Іван і Олізар (Олексій) Левоновичі-Вовки — любецькі бояри, отримали привілей на село Кувечичі від короля Владислава IV (1634), слободу Чернецьку (1638), де заснували хутір Левоньки, у 1648 перейшли на бік Б. Хмельницького[16]. Стали родоначальниками козацьких родів Левоновичів і Вовків;
- Ян Вовк — любецький боярин, підписав скаргу до короля на чернігівського воєводу М. Калиновського (1643)[17];
- Марко Левонович — військовий товариш Черкаського полку (1649), очолював посольство гетьмана Б. Хмельницького до московського царя (1654)[10], любецький зем'янин (1660)[18];
- Влас Левонченко-Вовк — козак Трипільської сотні Київського полку (1649), сотник киселівський Чернігівського полку (1650), козак киселівський (1654)[15];
- Андрій, Тарас і Микита Власовичі Вовки — значні військові товариші Киселівської сотні[15];
- Григорій Левонович — шляхтич, власник села Левоньки. Його вдова Уляна продала маєток чернігівському полковому обозному Олександру Яхимовичу (1671)[18];
- Осип Левонович — шляхтич, військовий товариш Стародубського полку (1700)[19];
- Юрій Левонович — шляхтич, військовий товариш Стародубського полку, продав двір у Стародубі міщанину Данилу Івановичу (1718)[18];
- Кузьма Левонович — слабинський городовий отаман (1743)[18];
- Григорій Кузьмич Левонович — слабинський городовий отаман (1755)[18].

Наприкінці XVIII ст. Леоновичі-Вовки, що мешкали в Річицькому повіті, отримали підтвердження дворянства від Герольдії Російської імперії.
- Альфонс-Еваріст Станіславович Вовк-Леонович (1856—1918) — генерал-майор РІА (1913)[20];
- Йосип Васильович Вовк-Леонович (біл. Іосіф Васільевіч Воўк-Леановіч; 1891—1938) — білоруський мовознавець, репресований більшовиками.

## Козацько-старшинські роди Вовків

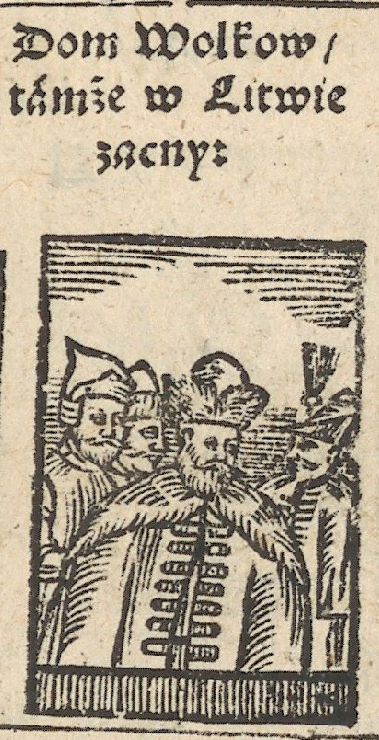
Дім Вовків, тамже в Литві зацний. Малюнок з книги «Гніздо цноти» (1578)

Представники принаймні двох гілок шляхетського роду Вовків, що у середині XVII ст. мешкали на території України, приєдналися до Визвольної війни Б. Хмельницького. У Реєстрі Війська Запорозького 1649 року зафіксовано 27 козаків з прізвищами Вовк або Вовченко, 4 — з прізвищем Левонович.

### Чернігівський полк
- Лесько Вовк — козак села Баби Менської сотні, продав сіножать Макошинському Свято-Миколаївському монастирю (1697)[15];
- Іван Вовк (Волковинський) — навчався у класі поетики Чернігівського колегіуму (1732)[15];
- Микита Вовк — поліський (хотуницький) курінний отаман Седнівської сотні (1732)[15];
- Костянтин і Семен Вовки — козаки Поліського (Хотуницького) куреня Седнівської сотні (1735)[15];
- Антін Микитович, Лаврін, Ярема і Кирило Семеновичі Вовки — козаки села Хотуничі Седнівської сотні (1747)[15].

### Київський полк
- Іван Вовк — козак Третьої Київської сотні (1649)[21];
- Лук'ян Вовк — козак Четвертої Київської (Печерської) сотні (1649)[21];
- Хвесько Вовченко — козак Васильківської сотні (1649)[21];
- Іван Мартинович Вовківський — міщанин Київський (1666)[22];
- Яцько Семенович Вовчок — козак міста Козельця (1666)[22];
- Ясько Романович Вовк — козак міста Остер (1666)[22];
- Агафон Федорович Вовк — козак села Карпилівки Остерської сотні (1666)[22];
- Максим Вовк — козак Остерський, ктитор, свідок у справі дарування ґрунтів біля річки Остер козацькою вдовою Марією Рубленко священнику Григорію Вербицькому (1722)[23].

### Переяславський полк
- Овдій Левонович — у полковому товаристві (1649)[21];
- Федір Вовк — наказний бориспільський сотник (1670)[10].

### Прилуцький полк
- Малош (Малофій) Вовченко — прилуцький полковий обозний (1649, 1658), прилуцький городовий отаман (1658)[10];
- Стецько Вовченко — козак Прилуцької сотні (1649)[21];
- Лавро Левоненко — козак Іваницької сотні (1649)[21];
- Машко (Матвій) Вовченко — козак містечка Голінки (1666)[24];
- Стенько Вовк — козак села Липового Красноколядинської сотні (1666)[24];
- Карпо Вовк — козак села Ржавець Ічнянської сотні (1666)[24];
- Іван Вовченко — ічнянський сотник (1672)[10].

### Лубенський полк
- Петро Вовк — козак Чорнуської сотні (1649)[21];
- Крисько (Криштоф) Вовченко — козак Оржицької сотні (1649)[21];
- Василь і Мисько Вовченки — козаки Яблунівської сотні (1649)[21];
- Митько (Дмитро) Вовк — козак села Хитці Сенецької сотні (1666)[24];
- Левко Вовк — «учтивий» козак села Хрулі Сенецької сотні, власник млина, свідок у двох купчих про продаж млина та ґрунтів колишньому полковнику Григорію Гамалії (1690—1691)[23];
- Павло Савченко-Вовк — «учтивий» козак села Бодакви Сенецької сотні, свідок у купчій про продаж ґрунтів Гр. Гамалії (1691)[23];
- Юхимія, вдова по Лук'яну Вовку, Дмитро і Василь Яковичі Вовченки, Анастасія, вдова по Андрію Вовку, Федір Павлович Вовк — козаки села Бодакви Сенецької сотні, голови родин, зафіксовані у сповідальному розписі (1749)[25];
- Іван і Степан Вовки — козаки Першо-Сенецької сотні, зараховані до Лубенського карабінерного полку РІА (1784)[26];
- Микола Вовк — козак Першо-Лохвицької сотні, зарахований до Лубенського карабінерного полку РІА (1784)[26];
- Оксана Іванівна Петровська (до шлюбу Вовк) (нар. 1951 у Бодакві) — українська акторка та театральна діячка, Заслужена артистка України (2014), директор-художня керівниця Дніпровського національного академічного театру ім. Т. Шевченка. Син — підприємець, меценат Олександр Петровський.

### Черкаський полк
- Степан Вовк — козак Третьої Черкаської сотні (1649)[21];
- Фесько Вовченко — сотник Восьмої Черкаської (Березняківської) сотні (1649)[21];
- Грицько Вовченко — березняківський городовий отаман (1649)[21];
- Ілля Вовченко — козак Восьмої Черкаської (Березняківської) сотні (1649)[21].